# Macrosaldula scotica
Macrosaldula scotica är en insektsart som först beskrevs av Curtis 1833.  Macrosaldula scotica ingår i släktet Macrosaldula och familjen strandskinnbaggar. Arten är reproducerande i Sverige. Inga underarter finns listade i Catalogue of Life.